# Еслинген
За окръга вижте Еслинген (окръг).
Еслинген (на немски: Esslingen am Neckar, Еслинген ам Некар) е град в Югозападна Германия, център на окръг Еслинген в провинция Баден-Вюртемберг. Разположен е на река Некар, на 10 km югоизточно от центъра на Щутгарт. Населението на града е около 92 000 души (2004).

## Известни личности
Родени в Еслинген
- Фердинанд фон Хохщетер (1829-1884), австрийски геолог
- Михаел Щифел (1487-1567), математик

## Побратимени градове
- Удине, Италия
- Шебойган, САЩ